# Magistrala CFR 600

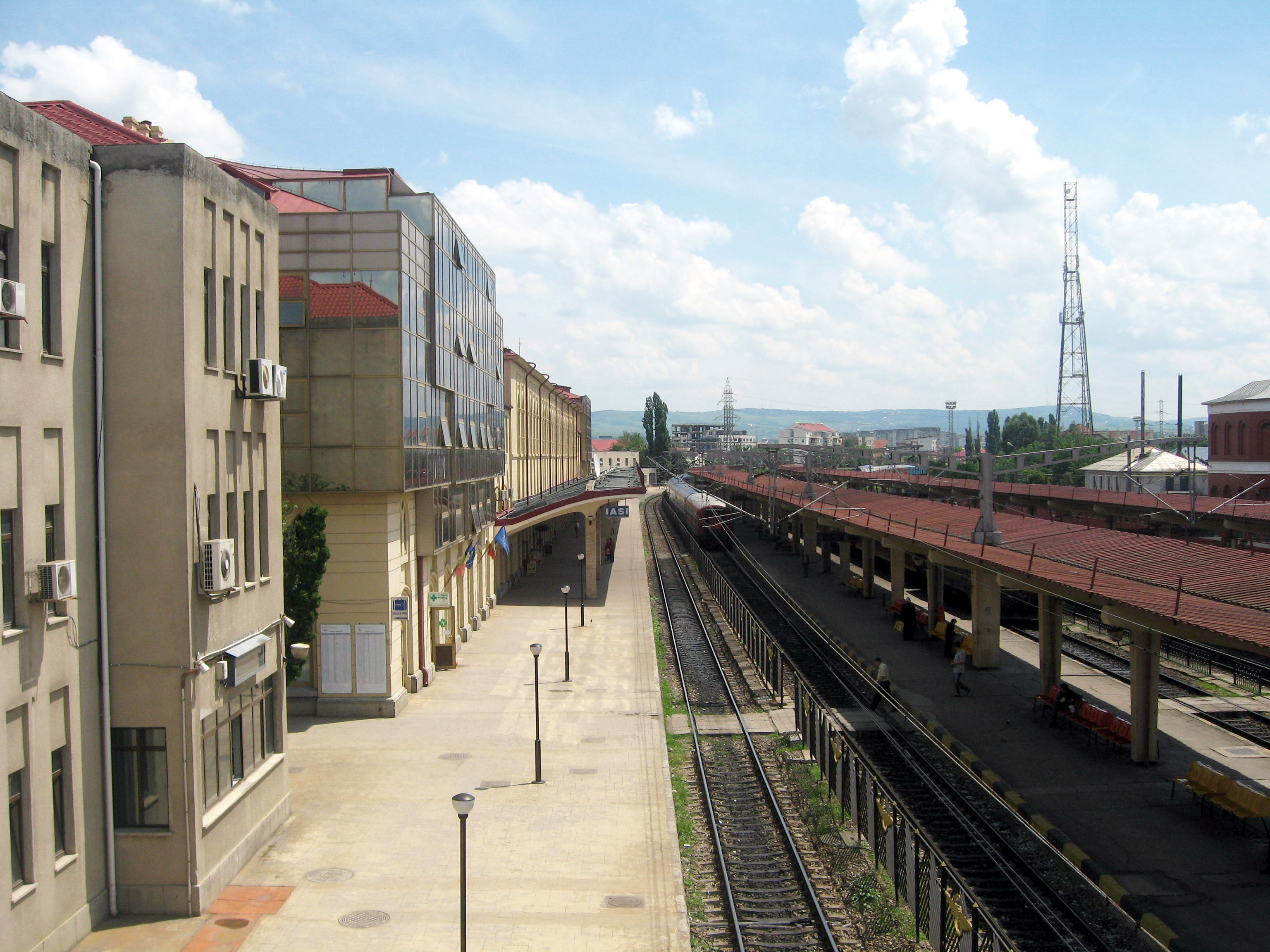
Gara din Iași

Magistrala 600 este o magistrală a Căilor Ferate Române cu rolul de conecta capitala cu municipiul Iași, apoi mai departe spre Republica Moldova prin Ungheni. 
Este una dintre liniile magistrale aflate în declin, porțiunea Făurei - Tecuci nemaifiind operațională, devenind secția 601 pe care ajung rareori trenuri de marfă. Acum traseul trenurilor de călători urmează parțial traseul magistralei 500 până la Mărășești, apoi se circulă pe linia 704 până la Tecuci, de aici mai fiind operațională magistrala 600 până la Iași.  
Alte trenuri de călători circulă pe linia 606 și apoi integral pe magistrala 500 și obțin aproape aceeași durată București Nord - Iași deși este o distanță mai mare cu 56 km. 
Așadar, magistrala 600 mai dispune de o lungime operațională de doar 170 km (Tecuci - Iași) sau 187 km până la Ungheni, astfel fiind cea mai scurtă linie magistrală din rețeaua CFR.

### Căi ferate principale
- 600 Făurei - Tecuci - Bârlad - Crasna - Vaslui - Iași - Ungheni (395 km).
- 606 Iași - Târgu Frumos - Pașcani (76 km) - conexiune între M500 și M600

### Căi ferate secundare
- 603 Bârlad - Fălciu Nord - Prut (82 km) - închisă
- 604 Crasna - Huși (33.1 km) - închisă.
- 605 Roman - Buhăiești (71 km) - Regio Călători
- 607 Iași - Hârlău (64 km) - Regio Călători
- 608 Iași - Dângeni - Dorohoi (154 km) - Regio Călători